# Alfred Neugebauer (Schauspieler)
Alfred Neugebauer (* 27. Dezember 1888 in Wien, Österreich-Ungarn; † 14. September 1957 ebenda) war ein österreichischer Theater- und Filmschauspieler sowie Schauspiellehrer.

## Leben und Wirken
Der junge Neugebauer war erfolgreicher Absolvent des Wiener Schottengymnasiums. Im Ersten Weltkrieg geriet Neugebauer als Offizier in russische Kriegsgefangenschaft. Als 38-Jähriger kam Alfred Neugebauer 1926 ans Theater in der Josefstadt, welches bekanntermaßen bis 1938 unter Max Reinhardt arbeitete und spielte dort bis 1946 zahlreiche Charakter- und Nebenrollen. Ab 1930 entdeckte man ihn dann auch als Schauspieler für den Tonfilm. Doch auch hier war er eher als Nebendarsteller zu sehen, dafür allerdings sehr oft. Neugebauer stand 1944 in der Gottbegnadeten-Liste des Reichsministeriums für Volksaufklärung und Propaganda. 1946 kam Neugebauer dann ans Burgtheater und blieb dort bis zu seinem Tode beschäftigt.
Zusätzlich übte Alfred Neugebauer von 1933 bis 1953 noch die Tätigkeit eines Professors am Max-Reinhardt-Seminar aus. Nach dem Krieg agierte er ab 1947 als Professor an der Akademie für Musik und darstellende Kunst in Wien. Bis zu seinem Tod 1957 arbeitete Alfred Neugebauer auch beim Österreichischen Rundfunk.
Seine letzte Ruhestätte befindet sich am Hietzinger Friedhof Gr. 69 Reihe 4 Nr. 19. Im Jahr 1960 wurde in Wien-Döbling (19. Bezirk) der Neugebauerweg nach ihm benannt.
Friedrich Torberg beschrieb Neugebauer wie folgt:

„Alfred Neugebauer, schon auf der Bühne eine Erscheinung von unnachahmlicher Eigenart (er selbst bezeichnete sich einmal in koketter Untertreibung als den bedeutendsten ‚Küß-die-Hand‘-Sager des deutschen Theaters), war vollends als Geschichtenerzähler ein einsames Original, war es vor allem durch seine schier unglaubliche Beherrschung sämtlicher Dialekte, Akzente und Tonfärbungen, die es auf dem Gebiet der einstigen Habsburgermonarchie irgend gab.“

## Filmografie
- 1921: Die Narrenkappe der Liebe
- 1921: Das Geld auf der Straße
- 1930: Geld auf der Straße

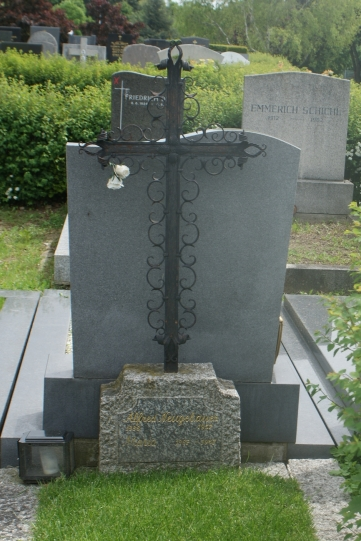
Grabstätte von Alfred Neugebauer

- 1931: Das Schicksal einer schönen Frau (Madame Blaubart)
- 1931: Die Blumenfrau von Lindenau (nach der Komödie Sturm im Wasserglas von Bruno Frank)
- 1931: Purpur und Waschblau
- 1931: Ausflug ins Leben
- 1932: Der Prinz von Arkadien
- 1933: Mein Liebster ist ein Jägersmann (Unser Kaiser)
- 1934: Csibi, der Fratz
- 1934: Frühjahrsparade
- 1934: Ein Stern fällt vom Himmel
- 1934: Hohe Schule
- 1935: Der Himmel auf Erden
- 1935: Alles für die Firma
- 1935: … nur ein Komödiant

- 1935: Die ganze Welt dreht sich um Liebe
- 1936: Konfetti (Confetti)
- 1936: Der König lächelt – Paris lacht
- 1936: Donaumelodien
- 1936: Der Weg des Herzens (Prater)
- 1936: Blumen aus Nizza
- 1936: Wo die Lerche singt
- 1936: Manja Valewska
- 1936: Die Julika (Ernte)
- 1936: Der Postillon von Lonjumeau
- 1938: 13 Stühle
- 1938: Spiegel des Lebens
- 1938: Konzert in Tirol
- 1938: Geld fällt vom Himmel
- 1939: Das Abenteuer geht weiter
- 1939: Hotel Sacher
- 1939: Ich bin Sebastian Ott
- 1939: Mutterliebe
- 1940: Sieben Jahre Pech
- 1940: Der Postmeister
- 1940: Herz ohne Heimat
- 1940: Wiener G’schichten
- 1940: Ein Leben lang
- 1940: Operette
- 1941: So gefällst Du mir
- 1941: Liebe ist zollfrei
- 1941: Dreimal Hochzeit
- 1941: Brüderlein fein
- 1942: Wien 1910
- 1942: Sommerliebe
- 1942: Wen die Götter lieben
- 1942: Zwei glückliche Menschen
- 1943: Frauen sind keine Engel
- 1943: Die kluge Marianne
- 1943: Reisebekanntschaft
- 1943: Schwarz auf weiß
- 1943: Abenteuer im Grandhotel
- 1943: Hundstage
- 1943: Glück bei Frauen
- 1944: Das Herz muß schweigen
- 1944: Leuchtende Schatten (unvollendet)
- 1944/49: Wie ein Dieb in der Nacht
- 1944/49: Wiener Mädeln
- 1945/47: Der Millionär
- 1946: Praterbuben
- 1947: Die Welt dreht sich verkehrt
- 1947: Singende Engel
- 1948: Maresi
- 1948: Der Prozeß
- 1948: Gottes Engel sind überall
- 1948: Der Engel mit der Posaune
- 1949: Das Kuckucksei
- 1949: Das Siegel Gottes
- 1949: Eroica
- 1949: Dr. Rosin
- 1950: Das vierte Gebot
- 1951: Der schweigende Mund
- 1952: Gefangene Seele
- 1952: Herz der Welt
- 1952: 1. April 2000
- 1953: Der Verschwender
- 1953: Der Feldherrnhügel
- 1953: Eine Nacht in Venedig
- 1954: Der erste Kuß
- 1954: Wiener Herzen (Der Komödiant von Wien)
- 1954: Die Perle von Tokay
- 1954: Und der Himmel lacht dazu (Bruder Martin)
- 1954: Mädchenjahre einer Königin
- 1955: Du bist die Richtige
- 1955: Zwei Herzen und ein Thron
- 1956: Hengst Maestoso Austria